# Annales de physique
Pour les articles homonymes, voir Annales (homonymie).
Annales de physique est une revue scientifique à comité de lecture qui publie des articles concernant tous les aspects de la physique. 
D'après le Journal Citation Reports, le facteur d'impact de ce journal était de 0,260 en 2009.

## Historique
Annales de chimie et de physique est une revue scientifique fondée en 1789 à Paris sous le titre Annales de chimie. L'un des premiers éditeurs du périodique fut le chimiste français Antoine Lavoisier. En 1816, la revue changea son nom pour Annales de chimie et de physique, un nom qu'elle gardera jusqu'en 1913 avant de se voir divisée en deux périodiques distincts nommés Annales de chimie et Annales de physique. La revue Annales de chimie est devenue Annales de chimie - Science des matériaux en 1978.
En 2010 la revue disparaît et est incorporée à l’European Physical Journal H.
Bien que les noms aient évolué et que la revue fût séparée en deux périodiques distincts, la numérotation des volumes maintient toujours une continuité entre les différents titres, et ceci, aussi bien pour Annales de chimie que pour Annales de physique.